# Semjon Mihajlovič Agafonov
Semjon Mihajlovič Agafonov, (rusko Семён Михайлович Агафонов) častnik, heroj Sovjetske zveze. * 13. september 1917, Pušlahta, Arhangelska gubernija (danes Arhangelska oblast v Rusiji), † 1. januar 1977, Jevpatorija.

## Življenjepis
Od leta 1938 je bil v Sovjetski vojni mornarici, od leta 1942 pa član KPSZ. Od leta 1941 je bil na fronti, v Severni floti se je boril v legendarnem izvidniškem odredu Viktorja Nikolajeviča Leonova (dvakratni heroj Sovjetske zveze).
Posebno se je odlikoval med Petsamo-Kirkenessko operacijo. 12. decembra 1944 ponoči se je bitki za osvoboditev vasi Liinakhamari na obronkih mesta Petsamo (zdaj Pečenga, Murmanska oblast) komandir 181. posebnega izvidniškega oddelka A. M. Agafonov skupaj z oddelkom udeležil hitrega napada na sovražnikove baterije pri Krestovem rtu. Eden od prvih v enoti je prihitel v baterijo, zajel top in z njim streljal na sovražnika. V težkih pogojih je zasedel sovražnikovo pozicijo, kar je pripomoglo k preboju amfibijskodesantnih ladij v Petsamovuono zaliv (zdaj zaliv Pečenga) in osvojitvi vasi Liinahkari.
Z dekretom prezidija vrhovnega sovjeta ZSSR s 5. novembra 1944 je Semjon Mihajlovič Agafonov prejel naziv heroj Sovjetske zveze za pogum in herojstvo, izkazano v bitki z nacističnimi okupatorji. Agafonov je prejel tudi red Lenina (5. novembra 1944) in tri rede rdeče zastave (2. oktober 1942, 23. oktober 1944 ter 19. avgust 1945).
Po porazu nacistične Nemčije se je vojna za Agafonova nadaljevala na Daljnem vzhodu v sovjetsko-japonski vojni. Boril se je v 140. izvidniškem odredu Tihooceanske flote in se udeležil amfibijskodesantnih operacij za pristanišča Juki, Rasin in Sejsin.
Dosegel je čin starejšega narednika. Leta 1948 je bil demobiliziran in se je zaposlil v tovarni.
Po njem je bil leta 2024 poimenovan minolovec v gradnji za Rusko vojno mornarico.